# Collegio di Caerphilly
Caerphilly è un collegio elettorale gallese rappresentato alla Camera dei comuni del Parlamento del Regno Unito. Elegge un membro del parlamento con il sistema maggioritario a turno unico; l'attuale parlamentare è Chris Evans del Partito Laburista e Co-Operativo, che rappresenta il collegio dal 2024.

## Estensione

Il collegio prima del 2024

Il collegio di Caerphilly copre all'incirca la porzione meridionale ed orientale del distretto di contea di Caerphilly, la parte del distretto storicamente situata nel Glamorgan. Nel nord-ovest del collegio si trovano le comunità di Hengoed e Ystrad Mynach, che si estendono in direzione sud-est attraverso Caerphilly e Llanbradach fino ai confini rurali di Cardiff.
Il collegio è costituito dai seguenti ward:
- 2010-2024: nel distretto di contea di Caerphilly: Aber Valley, Aberbargoed and Bargoed, Bedwas and Trethomas, Gilfach, Hengoed, Llanbradach, Machen and Rudry, Morgan Jones, Nelson, Penyrheol, St Cattwg, St Martins, Van e Ystrad Mynach.
- dal 2024: nel distretto di contea di Caerphilly: Aber Valley, Bedwas and Trethomas, Cefn Fforest and Pengam, Hengoed, Llanbradach, Machen and Rudry, Maesycwmmer, Morgan Jones, Nelson, Penyrheol, Pontllanfraith, St Cattwg, St Martins, Van, Ynysddu e Ystrad Mynach.

## Membri del parlamento
| Elezione | Elezione       | Deputato      | Partito         |
| -------- | -------------- | ------------- | --------------- |
|          | 1918           | Alfred Onions | Laburista       |
| 1921 (S) | Morgan Jones   |               | Laburista       |
| 1939 (S) | Ness Edwards   |               | Laburista       |
| 1968 (S) | Alfred Evans   |               | Laburista       |
| 1979     | Ednyfed Davies |               | Laburista       |
|          | Ednyfed Davies | 1981          | SDP             |
|          | 1983           | Ron Davies    | Laburista       |
| 2001     | Wayne David    |               | Laburista       |
|          | 2024           | Chris Evans   | Laburista Co-Op |

## Elezioni

### Elezioni negli anni 2020
| Partito                    | Partito                                      | Candidato                  | Risultati 4 luglio 2024 | Risultati 4 luglio 2024 |
| Partito                    | Partito                                      | Candidato                  | Voti                    | %                       |
| -------------------------- | -------------------------------------------- | -------------------------- | ----------------------- | ----------------------- |
|                            | Laburista Co-Op                              | Chris Evans                | 14 538                  | 38,02                   |
|                            | Plaid Cymru                                  | Lindsay Whittle            | 8 119                   | 21,24                   |
|                            | Reform UK                                    | Joshua Seungkyun Kim       | 7 754                   | 20,28                   |
|                            | Conservatore                                 | Brandon Gorman             | 4 385                   | 11,47                   |
|                            | Lib Dem                                      | Steve Aicheler             | 1 788                   | 4,68                    |
|                            | Verdi                                        | Mark Thomas                | 1 650                   | 4,32                    |
|                            |                                              |                            |                         |                         |
| Iscritti                   | Iscritti                                     | Iscritti                   | 72 643                  | 100,00                  |
| ↳ Votanti (% su iscritti)  | ↳ Votanti (% su iscritti)                    | ↳ Votanti (% su iscritti)  | 38 234                  | 52,63                   |
| ↳ Astenuti (% su iscritti) | ↳ Astenuti (% su iscritti)                   | ↳ Astenuti (% su iscritti) | 34 409                  | 47,37                   |
|                            |                                              |                            |                         |                         |
|                            | Esito: collegio confermato a Laburista Co-Op |                            |                         |                         |

### Elezioni negli anni 2010
| Partito                    | Partito                                | Candidato                  | Risultati 12 dicembre 2019 | Risultati 12 dicembre 2019 |
| Partito                    | Partito                                | Candidato                  | Voti                       | %                          |
| -------------------------- | -------------------------------------- | -------------------------- | -------------------------- | -------------------------- |
|                            | Laburista                              | Wayne David                | 18 018                     | 44,91                      |
|                            | Conservatore                           | Jane Pratt                 | 11 185                     | 27,88                      |
|                            | Plaid Cymru                            | Lindsay Whittle            | 6 424                      | 16,01                      |
|                            | Brexit                                 | Nathan Gill                | 4 490                      | 11,19                      |
|                            |                                        |                            |                            |                            |
| Iscritti                   | Iscritti                               | Iscritti                   | 63 166                     | 100,00                     |
| ↳ Votanti (% su iscritti)  | ↳ Votanti (% su iscritti)              | ↳ Votanti (% su iscritti)  | 40 117                     | 63,51                      |
| ↳ Astenuti (% su iscritti) | ↳ Astenuti (% su iscritti)             | ↳ Astenuti (% su iscritti) | 23 049                     | 36,49                      |
|                            |                                        |                            |                            |                            |
|                            | Esito: collegio confermato a Laburista |                            |                            |                            |

| Partito                    | Partito                                | Candidato                  | Risultati 8 giugno 2017 | Risultati 8 giugno 2017 |
| Partito                    | Partito                                | Candidato                  | Voti                    | %                       |
| -------------------------- | -------------------------------------- | -------------------------- | ----------------------- | ----------------------- |
|                            | Laburista                              | Wayne David                | 22 491                  | 54,46                   |
|                            | Conservatore                           | Jane Pratt                 | 10 413                  | 25,21                   |
|                            | Plaid Cymru                            | Lindsay Whittle            | 5 962                   | 14,44                   |
|                            | UKIP                                   | Liz Wilks                  | 1 259                   | 3,05                    |
|                            | Lib Dem                                | Kay David                  | 725                     | 1,76                    |
|                            | Verdi                                  | Andrew Creak               | 447                     | 1,08                    |
|                            |                                        |                            |                         |                         |
| Iscritti                   | Iscritti                               | Iscritti                   | 64 425                  | 100,00                  |
| ↳ Votanti (% su iscritti)  | ↳ Votanti (% su iscritti)              | ↳ Votanti (% su iscritti)  | 41 297                  | 64,10                   |
| ↳ Astenuti (% su iscritti) | ↳ Astenuti (% su iscritti)             | ↳ Astenuti (% su iscritti) | 23 128                  | 35,90                   |
|                            |                                        |                            |                         |                         |
|                            | Esito: collegio confermato a Laburista |                            |                         |                         |

| Partito                    | Partito                                | Candidato                  | Risultati 7 maggio 2015 | Risultati 7 maggio 2015 |
| Partito                    | Partito                                | Candidato                  | Voti                    | %                       |
| -------------------------- | -------------------------------------- | -------------------------- | ----------------------- | ----------------------- |
|                            | Laburista                              | Wayne David                | 17 864                  | 44,35                   |
|                            | UKIP                                   | Sam Gould                  | 7 791                   | 19,34                   |
|                            | Conservatore                           | Leo Docherty               | 6 683                   | 16,59                   |
|                            | Plaid Cymru                            | Beci Newton                | 5 895                   | 14,63                   |
|                            | Verdi                                  | Katy Beddoe                | 937                     | 2,33                    |
|                            | Lib Dem                                | Aladdin Ayesh              | 935                     | 2,32                    |
|                            | TUSC                                   | Jaime Davies               | 178                     | 0,44                    |
|                            |                                        |                            |                         |                         |
| Iscritti                   | Iscritti                               | Iscritti                   | 63 638                  | 100,00                  |
| ↳ Votanti (% su iscritti)  | ↳ Votanti (% su iscritti)              | ↳ Votanti (% su iscritti)  | 40 283                  | 63,30                   |
| ↳ Astenuti (% su iscritti) | ↳ Astenuti (% su iscritti)             | ↳ Astenuti (% su iscritti) | 23 355                  | 36,70                   |
|                            |                                        |                            |                         |                         |
|                            | Esito: collegio confermato a Laburista |                            |                         |                         |

| Partito                    | Partito                                | Candidato                  | Risultati 6 maggio 2010 | Risultati 6 maggio 2010 |
| Partito                    | Partito                                | Candidato                  | Voti                    | %                       |
| -------------------------- | -------------------------------------- | -------------------------- | ----------------------- | ----------------------- |
|                            | Laburista                              | Wayne David                | 17 377                  | 44,91                   |
|                            | Conservatore                           | Maria Caulfield            | 6 622                   | 17,11                   |
|                            | Plaid Cymru                            | Lindsay Whittle            | 6 460                   | 16,70                   |
|                            | Lib Dem                                | Kay David                  | 5 688                   | 14,70                   |
|                            | BNP                                    | Laurence Reid              | 1 635                   | 4,23                    |
|                            | UKIP                                   | Tony Jenkins               | 910                     | 2,35                    |
|                            |                                        |                            |                         |                         |
| Iscritti                   | Iscritti                               | Iscritti                   | 62 105                  | 100,00                  |
| ↳ Votanti (% su iscritti)  | ↳ Votanti (% su iscritti)              | ↳ Votanti (% su iscritti)  | 38 692                  | 62,30                   |
| ↳ Astenuti (% su iscritti) | ↳ Astenuti (% su iscritti)             | ↳ Astenuti (% su iscritti) | 23 413                  | 37,70                   |
|                            |                                        |                            |                         |                         |
|                            | Esito: collegio confermato a Laburista |                            |                         |                         |

### Elezioni negli anni 2000
| Partito                    | Partito                                | Candidato                  | Risultati 5 maggio 2005 | Risultati 5 maggio 2005 |
| Partito                    | Partito                                | Candidato                  | Voti                    | %                       |
| -------------------------- | -------------------------------------- | -------------------------- | ----------------------- | ----------------------- |
|                            | Laburista                              | Wayne David                | 22 190                  | 56,57                   |
|                            | Plaid Cymru                            | Lindsay Whittle            | 6 831                   | 17,41                   |
|                            | Conservatore                           | Stephen Watson             | 5 711                   | 14,56                   |
|                            | Lib Dem                                | Ashgar Ali                 | 3 861                   | 9,84                    |
|                            | Forward Wales                          | Graeme Beard               | 636                     | 1,62                    |
|                            |                                        |                            |                         |                         |
| Iscritti                   | Iscritti                               | Iscritti                   | 66 943                  | 100,00                  |
| ↳ Votanti (% su iscritti)  | ↳ Votanti (% su iscritti)              | ↳ Votanti (% su iscritti)  | 39 229                  | 58,60                   |
| ↳ Astenuti (% su iscritti) | ↳ Astenuti (% su iscritti)             | ↳ Astenuti (% su iscritti) | 27 714                  | 41,40                   |
|                            |                                        |                            |                         |                         |
|                            | Esito: collegio confermato a Laburista |                            |                         |                         |

| Partito                    | Partito                                | Candidato                  | Risultati 7 giugno 2001 | Risultati 7 giugno 2001 |
| Partito                    | Partito                                | Candidato                  | Voti                    | %                       |
| -------------------------- | -------------------------------------- | -------------------------- | ----------------------- | ----------------------- |
|                            | Laburista                              | Wayne David                | 22 597                  | 58,19                   |
|                            | Plaid Cymru                            | Lindsay Whittle            | 8 172                   | 21,04                   |
|                            | Conservatore                           | David Simmonds             | 4 415                   | 11,37                   |
|                            | Lib Dem                                | Rob Roffe                  | 3 649                   | 9,40                    |
|                            |                                        |                            |                         |                         |
| Iscritti                   | Iscritti                               | Iscritti                   | 67 301                  | 100,00                  |
| ↳ Votanti (% su iscritti)  | ↳ Votanti (% su iscritti)              | ↳ Votanti (% su iscritti)  | 38 833                  | 57,70                   |
| ↳ Astenuti (% su iscritti) | ↳ Astenuti (% su iscritti)             | ↳ Astenuti (% su iscritti) | 28 468                  | 42,30                   |
|                            |                                        |                            |                         |                         |
|                            | Esito: collegio confermato a Laburista |                            |                         |                         |

## Risultati dei referendum

### Referendum sulla permanenza del Regno Unito nell'Unione europea del 2016
|             | Collegio   | Lasciare UE % | Rimanere in UE % |
| ----------- | ---------- | ------------- | ---------------- |
|             | Caerphilly | 55,1%         | 44,9%            |
| Galles      | 52,5%      | 47,5%         |                  |
| Regno Unito | 51,9%      | 48,1%         |                  |